# Supacell
Supacell is een Britse superheldenserie. De serie werd bedacht en geschreven door Andrew Onwubolu, beter bekend onder zijn alias Rapman. Seizoen één van de serie verscheen op Netflix op 27 juni 2024.

## Verhaal
Vijf inwoners uit Zuid-Londen blijken bovennatuurlijke krachten te bezitten. Tijdreiziger Michael (gespeeld door Tosin Cole) komt erachter dat de vijf elkaar nodig hebben om zijn verloofde Dionne te redden. Intussen wordt de groep achterna gezeten door een geheime organisatie.

## Cast
| Acteur           | Personage           |
| ---------------- | ------------------- |
| Tosin Cole       | Michael Lasaki      |
| Adelayo Adedayo  | Dionne Ofori        |
| Eddie Marsan     | Ray                 |
| Nadine Mills     | Sabrina Clarke      |
| Eric Kofi-Abrefa | Andre Simpson       |
| Calvin Demba     | Rodney              |
| Josh Tedeku      | Tayo "Tazer" Amusan |
| Rayxia Ojo       | Sharleen Clarke     |
| Giacomo Mancini  | Spud                |
| Michael Salami   | Gabriel             |
| Travis Jay       | John                |
| Ghetts           | Craig "Krazy"       |
| Digga D          | Chunky              |
| Robbie Gee       | Mr. Johnson         |